# Lijst van vegetatiekundigen
Dit is een lijst van (bekende) vegetatiekundigen met een artikel op de Nederlandstalige Wikipedia.

## B

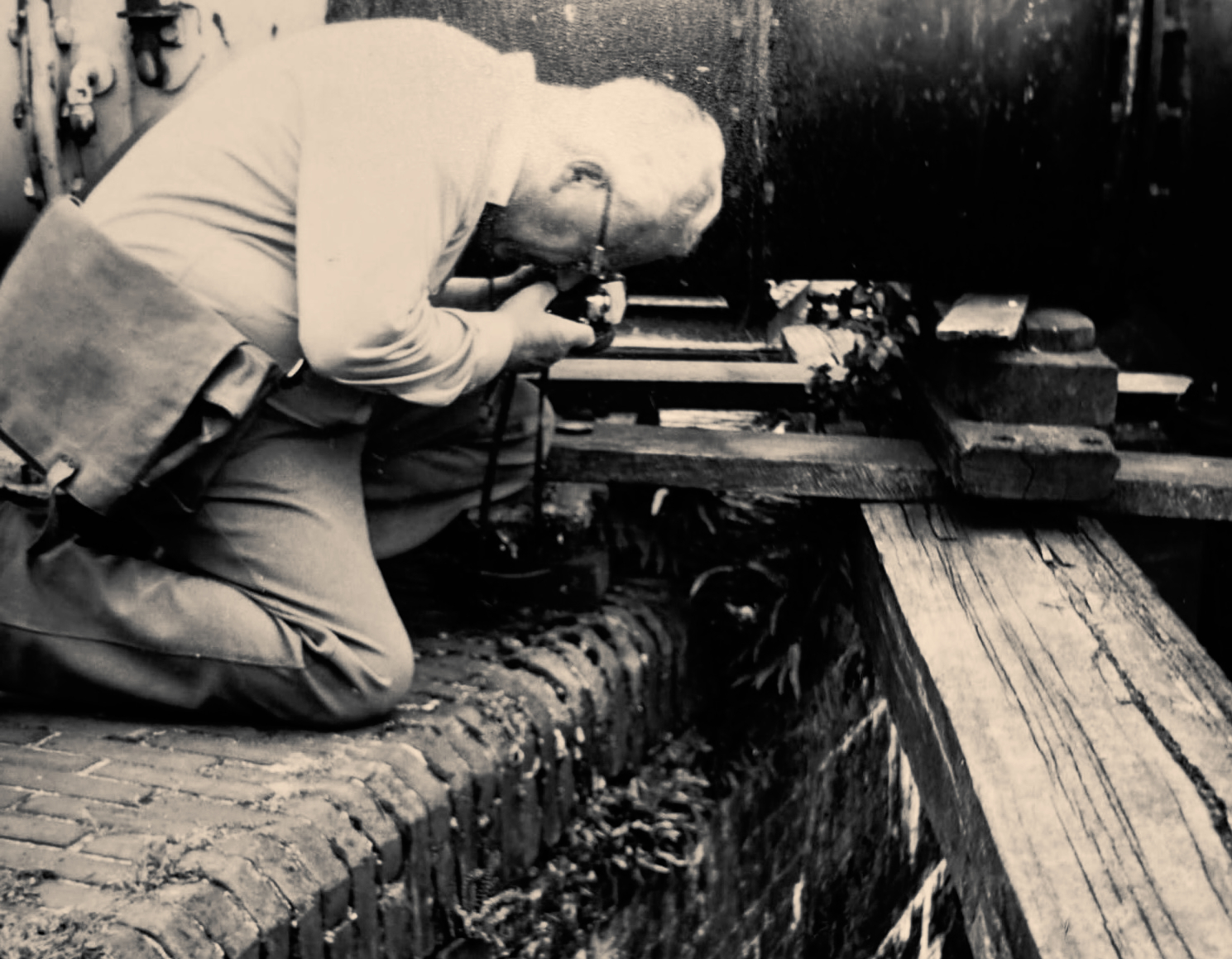
Jan Barkman

- Jan Barkman
- Wim Beeftink
- Josias Braun-Blanquet

## C
- Aimo Cajander

## D
- Willem Herbert Diemont
- Hartmut Dierschke
- Henk Doing

## E
- Heinz Ellenberg

## F
- Gerhard Follmann

## G
- August Grisebach

## H
- Emil Hadač
- Rense Haveman
- Hanneke den Held
- Franciscus Holkema
- Kurt Hueck

## J
- Jacob Jeswiet

## K
- Oscar Klement
- Jaromír Klika
- Walo Koch
- Karel Kopecký

## L
- Joseph Lanjouw
- Wilhelm Lohmeyer
- Ger Londo

## M
- Eddy van der Maarel
- Jean Massart

## O
- Erich Oberdorfer

## P
- Harro Passarge
- Herman Passchier
- Bogumił Pawłowski
- Ernst Preising

## R
- Gustaf Einar du Rietz

## S
- Joop Schaminée
- Sam Segal
- Geert Sissingh
- Anton Stortelder

## T
- Arthur Tansley
- Reinhold Tüxen

## V
- Jan Vlieger

## W
- Heinrich E. Weber
- Eddy Weeda
- Victor Westhoff

## Z
- Piet Zonderwijk